# 福岡県企業局
福岡県企業局（ふくおかけんきぎょうきょく）は、福岡県の地方公営企業である。電気事業、工業用水道事業及び工業用地造成事業を行っている。

## 事業

### 電気事業
- 大渕発電所
- 木屋発電所
- ちくし発電所

### 工業用水道事業
- 苅田工業用水道
- 大牟田工業用水道
- 鞍手・宮田工業用水道

### 工業用地造成事業
- 小波瀬地区臨海工業用地
- 白石地区臨海工業用地
- 2号地地区臨海工業用地
- 豊前東部工業用地
- 磯光地区工業用地
- 前原IC南地区工業用地